# Thomas Pangle

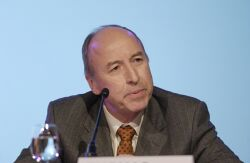
Thomas L. Pangle

Thomas Lee Pangle (* 1944 in Gouverneur, New York) ist ein US-amerikanischer Politikwissenschaftler.
Pangle wurde in Gouverneur, New York, geboren und wuchs dort auf. Er studierte politische Philosophie bei Allan Bloom, einem Schüler von Leo Strauss, an der Cornell University, wo er 1966 den B.A. erwarb. 1972 wurde er mit einer Dissertation Montesquieu and the Moral Basis of Liberal Democracy bei den Straussians Joseph Cropsey, Herbert Storing und Richard E. Flathman an der University of Chicago zum Ph.D. in Politikwissenschaft promoviert.
Von 1971 bis 1979 lehrte er an der Yale University, zunächst als Lecturer, zuletzt als Associate Professor. 1979 wechselte er als Associate Professor mit tenure track an die University of Toronto. Dort wurde er 1983 zum Professor, 2001 zum University Professor ernannt. In dieser Zeit war er zunächst von 1979 bis 1984 Fellow am Victoria College, dann von 1985 bis 2004 am St. Michael’s College. Darauf wechselte er als Joe R. Long Chair in Democratic Studies im Department of Government an die University of Texas at Austin, wo er zugleich Ko-Direktor des Thomas Jefferson Centre for Core Texts and Ideas ist. Er war Gastprofessor an der University of Chicago (1984) und an der École des Hautes Études en Sciences Sociales (1987).
Er ist mit Lorraine Smith Pangle verheiratet, einer Kollegin an der University of Toronto ebenso wie an der University of Texas at Austin.
Pangle ist Fellow der Royal Society of Canada und hatte Fellowships weiterer Institutionen inne, darunter der Carl Friedrich von Siemens Stiftung. 2007 hielt er die Werner Heisenberg Lecture auf Einladung der Bayerischen Akademie der Wissenschaften.
Im Gefolge von Leo Strauss und Allan Bloom hat Pangle sich mit dem politischen Denken der Antike (Platon, Nomoi; Aristoteles, Politik; Xenophon; Aristophanes; Sophokles), insbesondere mit Sokrates’ politischer Philosophie beschäftigt. Ebenso hat er sich dem politischen Denken der Neuzeit gewidmet (Locke, Montesquieu).

## Veröffentlichungen (Auswahl)
- Montesquieu’s Philosophy of Liberalism. A Commentary on The Spirit of the Laws. University of Chicago Press, 1973. 
  - Chinesische Übersetzung: Shanghai, Huaxia, Hermes, Classici et Commentarii, East China Normal University Press, 2017.
- The Laws of Plato. Translated with notes and an interpretive essay by Thomas L. Pangle. Basic Books, 1980. 
  - Chinesische Übersetzung (von Ying Zhu) des Interpretive essay, Shanghai, Huaxia, Hermes, Classici et Commentarii, East China Normal University Press, 2012.
- (Hrsg.): The Roots of Political Philosophy. Ten Forgotten Socratic Dialogues. Translated, with interpretive studies. Cornell University Press, 1987. 
  - Chinesische Übersetzung im Erscheinen: Beijing, The Commercial Press (Bardon-Chinese Media Agency).
- The Spirit of Modern Republicanism. The Moral Vision of the American Founders and the Philosophy of Locke. University of Chicago Press, 1988. 
  - Chinesische Übersetzung im Erscheinen: East China Normal University Press, mit einem neuen Vorwort des Verfassers.
- The Rebirth of Classical Political Rationalism. An Introduction to the Thought of Leo Strauss. Essays and Lectures by Leo Strauss, selected and introduced by Thomas L. Pangle. University of Chicago Press, 1989. 
  - Französische Übersetzung: Éditions Gallimard, Bibliothèque de Philosophie 1993.
  - Japanische Übersetzung: The English Agency Ltd., 1998.
  - Chinesische Übersetzung: Shanghai, Huaxia, Hermes, Classici et Commentarii, 2009 und überarbeitet 2011.
- The Ennobling of Democracy: The Challenge of the Postmodern Age. Johns Hopkins University Press, 1992.   
  - Polnische Übersetzung: Uszlachetnianie demokracji: Wyzwanie epoki postmodernistycznej. Kraków: Wydawnictwo Znak, Library of Political Thought of the Center for Political Thought, 1994. (Polnische Übersetzung von Marek Klimowicz)
  - Chinesische Übersetzung im Erscheinen: East China Normal University Press, mit einem neuen Vorwort des Verfassers.
- mit Lorraine Smith Pangle: The Learning of Liberty: The Educational Ideas of the American Founders. University Press of Kansas, 1993.
- (Hrsg. Mit Michael Palmer): Political Philosophy and the Human Soul. Essays in Memory of Allan Bloom. Rowman & Littlefield Publishers, 1995. Darin: The Hebrew Bible’s Challenge to Political Philosophy: Some Introductory Reflections, S. 67–82.
  - Chinesische Übersetzung des Essay, in: Classici et Commentarii 39: Laws and Political Philosophy, ed. Lei Peng. Shanghai, Huaxia, Hermes, Classici et Commentarii, 2013, S. 2–21.
- mit Peter J. Ahrensdorf: Justice Among Nations. On the Moral Basis of  Power and Peace. University Press of Kansas, 1999.
- Political Philosophy and the God of Abraham. Johns Hopkins University Press, 2003.
- Leo Strauss: An Introduction to His Thought and Intellectual Legacy. Johns Hopkins University Press, 2006
- The Great Debate: Advocates and Opponents of the American Constitution. The Teaching Company, 2007.
- The Theological Basis of Liberal Modernity in Montesquieu’s Spirit of the Laws. University of Chicago Press, 2010.
- (Hrsg. Mit J. Harvey Lomax): Political Philosophy Cross-Examined. Perennial Challenges to the Philosophic Life. Palgrave-Macmillan, 2013. Darin: Aristotle’s Politics Book 7 On the Best Way of Life.
- (Übers. mit Wayne Ambler): Birds, Peace, Wealth: Aristophanes’ Critique of the Gods. Ed. and Transl. with Wayne Ambler. Paul Dry Books, 2013.
- (Hrsg. mit J. Harvey Lomax): Political Philosophy Cross-Examined: Perennial Challenges to the Philosophic Life. Palgrave-Macmillan, 2013.
- (Übers. Mit  Peter J. Ahrensdorf): Sophocles, The Theban Plays. Oedipus the Tyrant, Oedipus at Colonus, Antigone. Translated with Introductions. Cornell University Press, 2013.
- Aristotle’s Teaching in the Politics. University of Chicago Press, Chicago 2013.
  - Chinesische Übersetzung: Shanghai: Huaxia, Hermes, Classici et Commentarii, East China Normal University Press, 2017.
- On Heisenberg’s Key Statement Concerning Ontology. In: Review of Metaphysics 67, 2014, 835–59.
- mit Timothy Burns: The Key Texts of Political Philosophy: An Introduction. Cambridge University Press, Cambridge, 2014.
  - Chinesische Übersetzung im Erscheinen: Beijing United Publishing Co.
- The Socratic Way of Life: Xenophon’s Memorabilia. University of Chicago Press, Chicago 2018.
- The Socratic Founding of Political Philosophy: Xenophon’s Economist, Symposium, and Apology. University of Chicago Press, Chicago 2020.